# La Rulles Triple
La Rulles Triple is een Belgisch bier van hoge gisting.
Het bier wordt sinds 2003 gebrouwen in Brasserie Artisanale de Rulles te Rulles.
Het is een donkerblond bier met een alcoholpercentage van 8,4%. Dit was het derde bier in de reeks, na La Rulles Blonde en La Rulles Brune, dat door de brouwerij gelanceerd werd. Het bier is enkel verkrijgbaar in flessen van 75cl en op fust van 20 liter. De etiketten werden ontworpen door illustrator PaliX (Pierre-Alexandre Haquin).